# 고려의 여진 정벌
여진 정벌(女眞征伐)은 고려군이 고려 천리장성 이북에 거주하던 여진족을 토벌한 전쟁이다. 1차 정벌과 2차 정벌로 진행되었으며 고려의 국력을 크게 소모시킨 전쟁이다.

## 배경
만주에서 유목생활을 하던 여진족 일부가 고려의 천리장성 인근으로 이주를 하였다. 숙종 때 여진 부족끼리 내분이 일어났고, 고려에 우호적인 부족과 적대적인 부족인 완안부(完顔部) 여진족 사이에 대립이 발생했다. 이 내분으로 인해 완안부가 남하하면서 고려의 위협이 되었다. 이에 고려는 여진족을 몰아내고 옛 고구려 영토를 회복하기 위해 길주(吉州) 북쪽에 요새를 설치하기 위해 여진정벌을 시행하였다. 

## 경과

### 제 1차 여진 정벌
1104년(숙종 9년), 완안부 군대가 국경지역인 천리장성 부근까지 내려와 정주성 관문 밖에 기병을 주둔시켰다. 이에 고려에서는 임간 등을 파견하였으나 여진군에게 패하였다. 고려는 다시 윤관을 파견하여 여진을 물리치려 했지만 성과를 거두지 못한 채 철수하였다. 이에 윤관은 패전의 원인을 기병 중심인 여진군과 보병 중심인 고려군의 차이라고 보았고 신기군(神騎軍), 신보군(神步軍), 항마군(降魔軍)으로 편성된 별무반을 창설한다.

### 제 2차 여진 정벌

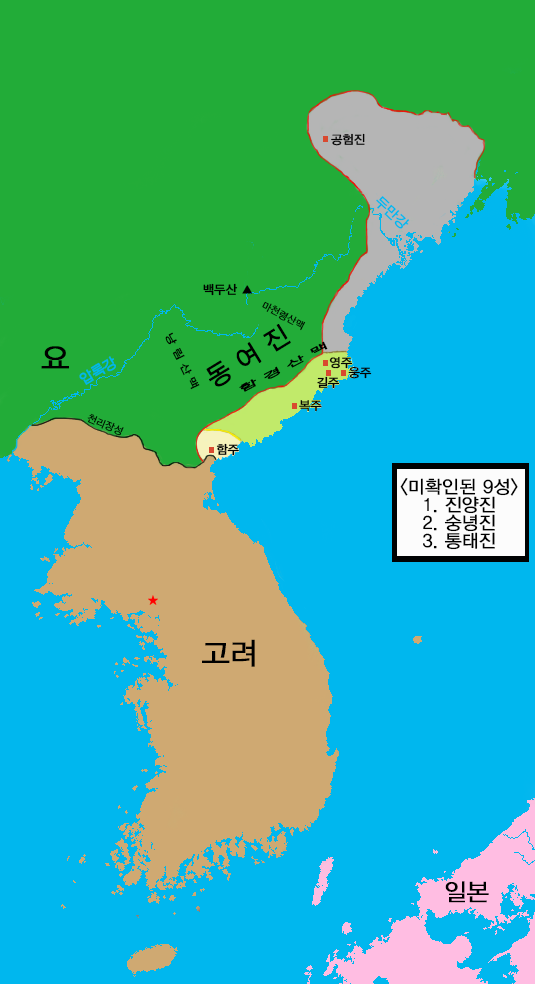
동북 9성의 위치 예상도

1107년(예종 2년) 12월 1일, 윤관은 17만 대군을 거느리고 정벌에 나섰다. 그 결과 ‘그 지방이 300리로, 동으로는 바다에 이르고 서북쪽은 개마산(蓋馬山)에 닿았으며 남쪽은 장주(長州)·정주(定州)에 접한다’라는 전과를 올렸다. 윤관은 함주(咸州)·영주(英州)·웅주(雄州)·길주·복주(福州)·공험진(公嶮鎭)·통태진(通泰鎭)·숭녕진(崇寧鎭)·진양진(眞陽鎭) 등 동북9성을 쌓고 남쪽의 민호를 옮겨 살게 하면서 공험진에 비를 세워 경계로 삼았다. 

## 결과
동북9성 주변 지역이 매우 넓은 데다가, 완안부 세력이 산 속에 거주하면서 집요하게 약탈하며 9성의 반환을 애걸하였고, 여진과 오랫동안 대치하면서 국력이 소모되었으며, 향후 거란과도 다툴 수 있다는 여론과, 공험진 전투와 갈라수 전투에서 총합 7만의 고려군이 여진족들에게 대파되는 엄청난 참극이 발생함에 따라 고려의 여진 정벌 또한 한계에 부딪히게 된다. 고려는 이주한 백성을 본거지도 되돌려보내고서 9성을 여진에게 돌려주었다. 9성을 돌려받은 여진족 완옌부의 아구타는 1115년 황제를 자칭하며 금나라를 세우고 강력한 통일 국가로 성장하였다. 금나라는 처음에는 고려에게 형제관계를 요구하다 이후 군신관계까지 이루게 되었다.

## 참고 문헌
- 『고려사(高麗史)』
- 『조선왕조실록(朝鮮王朝實錄)』
- 『세종실록지리지(世宗實錄地理志)』
- 『윤관 9성의 범위와 조선 6진의 개척-여진 세력 관계를 중심으로-」(김구진,『사총』21·22합집,고려대,1977)』
- 이 문서에는 다음커뮤니케이션(현 카카오)에서 GFDL 또는 CC-SA 라이선스로 배포한 글로벌 세계대백과사전의 "여진정벌(女眞征伐)" 항목을 기초로 작성된 글이 포함되어 있습니다.